# هورنسترزواخ
هورنسترزاواگ (به هلندی: Hoornsterzwaag) یک منطقهٔ مسکونی در هلند است که در هیرن‌فین واقع شده‌است. هورنسترزاواگ ۸۳۰ نفر جمعیت دارد.